# فنسر الميدو
فنسر الميدو (بالإسبانية: Vencer el miedo)‏ هو مسلسل تلفزيوني مكسيكي تم بثه على قناة النجوم في عام 2020.